# Monte Meidassa
Il Monte Meidassa (3.105 m s.l.m.) è una montagna delle Alpi del Monviso nelle Alpi Cozie. Si trova non lontano dal più importante monte Granero lungo lo spartiacque tra la val Pellice e la valle Po.

## Caratteristiche

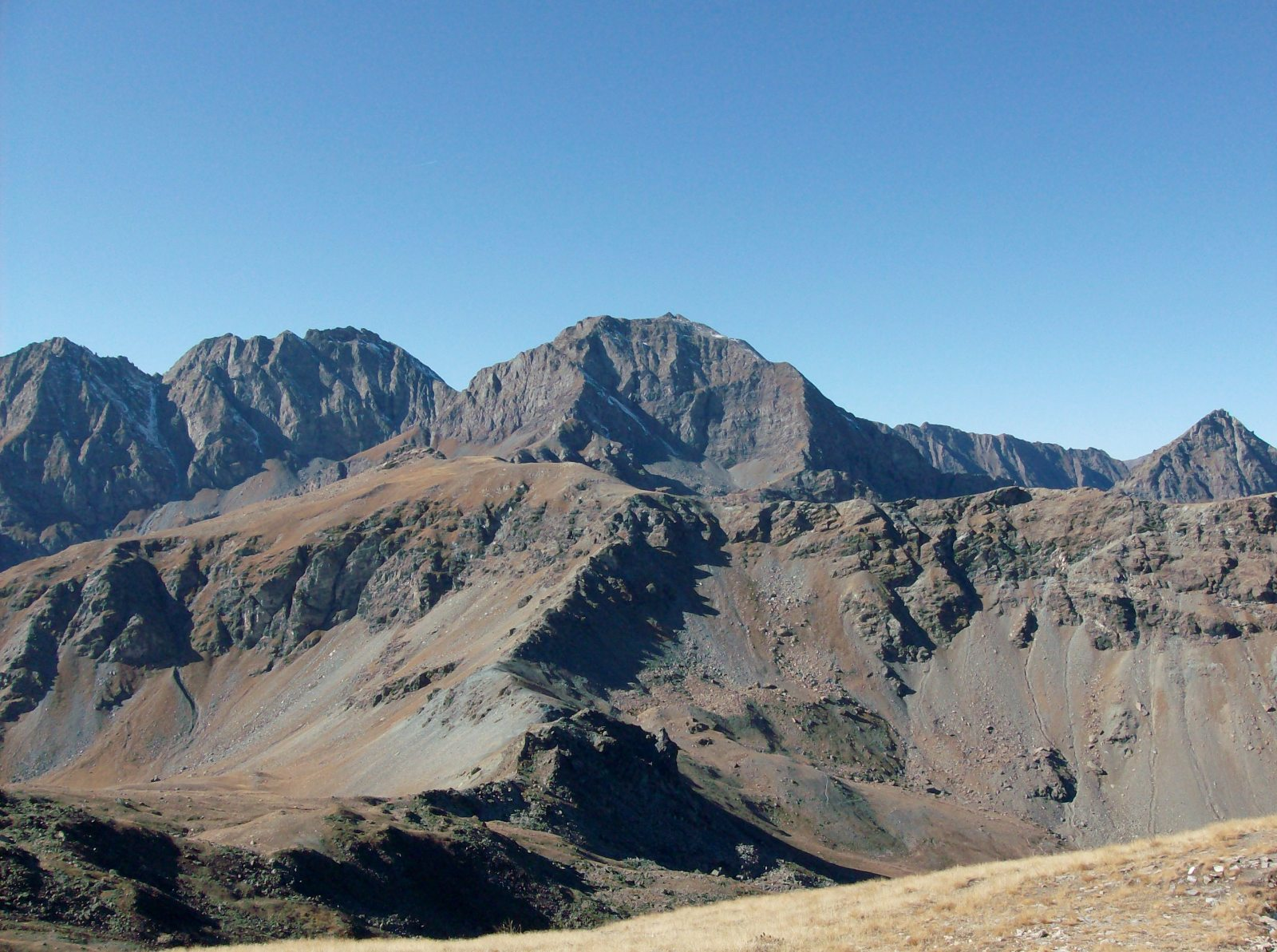
Il versante orientale. Si intravedono, dietro la vetta tondeggiante, le punte aguzze del retrostante monte Granero.

La montagna si trova sulla cresta spartiacque delle valli Po e Pellice, in prossimità della testata di entrambe. Interamente compresa in territorio italiano, la vetta è divisa tra i comuni di Crissolo (CN) a sud, e Bobbio Pellice (TO) a nord.
Lo spartiacque alpino principale passa alcune centinaia di metri ad ovest della montagna, in corrispondenza del monte Granero, dove la cresta principale, che giunge da sud, piega ad ovest e compie un ampio arco ridisponendosi poi in direzione nord, ed abbracciando la testata della val Pellice. Dal monte Granero diparte in direzione est la cresta che divide le valli Pellice e Po; questa scende al passo Luisàs (3019 m), poi risale alla vetta del monte Meidassa. Da qui prosegue in direzione est, poi est-sud-est fino al colle dar Moine (2692 m), donde risale per breve tratto fino a una sommità ove ripiega verso nord-est spostandosi verso le Rocce Founs. Dalla vetta dirama una cresta secondaria che si dirige verso nord fino alla quota 2990, poi piega a nord-nord-ovest e va lentamente digradando in direzione della conca del Pra; questa cresta separa la comba dei Carbonieri ad est, dalla conca del Pra, ad ovest.
La vetta è un "panettone" detritico tondeggiante, di facile accesso, che garantisce un'ottima visuale sia sull'alta valle Po ed il gruppo del Monviso, che sulla val Pellice.
Dal punto di vista geologico, la montagna appartiene alla serie a facies piemontese con formazioni del Triassico e del Giurassico, nota anche come zona delle pietre verdi di Gastaldi. In particolare, sul versante occidentale sono più abbondanti le magmatiti (prasinite, anfibolite, eclogite), mentre su quello orientale affiorano formazioni di serpentinoscisto e serpentinite, i cui piani di scistosità immergono in direzione sud-ovest.
Il nome sembra derivare da un errore di trascrizione da parte dei topografi che realizzarono la cartografia della zona. Meidassa significa infatti pascolo cattivo in lingua occitana, e si riferirebbe ad una zona sottostante la montagna; questa era invece chiamata localmente Granero Mozzo (Granie Mout).

## Ascensione alla vetta

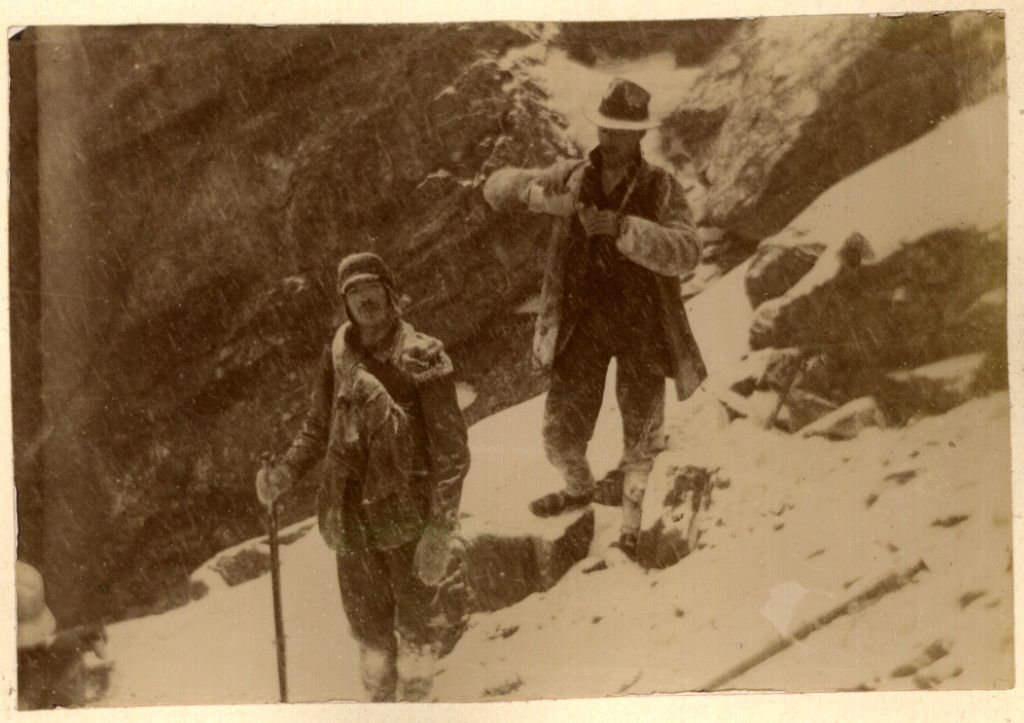
Febbraio 1900: escursionisti durante la discesa dalla Meidassa (foto Ubaldo Valbusa)

La via normale è una facile camminata su traccia di sentiero dal passo Luisàs, dal quale in meno di mezz'ora si giunge alla vetta, che è un pianoro detritico nel cui punto culminante sorge una piramide di pietre sormontata da una croce metallica.
Il passo Luisàs può essere raggiunto da entrambe le valli. Dalla valle Po si può partire dal pian del Re, seguendo il sentiero V16 fino alla caserma abbandonata ai piedi del Buco di Viso (forte Ordi), dove si volta a destra per seguire il sentiero V22 fino al colle; oppure dal rifugio Giacoletti, seguendo il sentiero del postino e riagganciandosi all'itinerario precedente alla sua fine. Dalla val Pellice, si può salire dal rifugio Granero, o direttamente dal rifugio Willy Jervis alla conca del Pra, seguendo il sentiero 116 fino al passo. È anche possibile salire dal rifugio Viso, nella francese valle del Guil, risalendo al colle delle Traversette (oppure al Buco di Viso) e scendendo quindi al forte Ordi. In ogni caso, il percorso è di tipo escursionistico, con difficoltà valutata in E.
Descrizione dettagliata dell'ascensione partendo dal Pian del Re:
Lasciata la macchina nell'ampio parcheggio del Pian del Re non si raggiungono le sorgenti del Po, bensì si prende un sentiero che taglia il margine destro della valle, che ha inizio nei pressi della casa alpina del comune di Bra. Si taglia a mezza costa un verde pendio e si raggiunge velocemente un bivio: sulla destra un sentiero risale i verdi pendii erbosi che portano al Colle della Gianna; si tralascia tale segnalazione e si prosegue dritto finché non si raggiunge un marcato restringimento del vallone. Qui si tralascia una diramazione sulla sinistra che porta al Lago Superiore ed al Rifugio Giacoletti e si risale un pendio erboso costellato da grossi massi; si tralascia un secondo bivio che porta direttamente al Rifugio Giacoletti e si taglia verso destra con alcuni tornanti allontanandosi dal centro del vallone.
Si percorre un breve tratto praticamente in piano e ci si riporta al centro del vallone incrociando il cosiddetto sentiero del postino consigliato ai soli escursionisti esperti; si tralascia la deviazione proseguendo invece seguendo le indicazioni per il Buco di Viso. Così con una breve rampa un po' più ripida si raggiunge il pietroso Pian Mait, che si costeggia passando verso est e si raggiunge in una quindicina di minuti un irto pendio roccioso che si rimonta faticosamente con brevi tornanti giungendo nei pressi di un ex casermetta militare. A questo punto si tralasciano le diramazioni per il Buco di Viso e per il Colle delle Traversette e si seguono le indicazioni per il Monte Meidassa(il sentiero è segnato con tacche gialle). Si rimontano un paio di balzi detritici con stretti tornanti e si raggiunge in circa mezz'ora il Colle Luisas dal quale si risale velocemente il ripido pendio roccioso del Monte Meidassa ed aiutandosi con alcuni ometti si arriva in circa un quarto d'ora la croce di vetta.